# Malthodes kaszabi
Malthodes kaszabi is een keversoort uit de familie soldaatjes (Cantharidae). De wetenschappelijke naam van de soort werd in 1965 gepubliceerd door Wittmer.